# 陳選
陳選（1429年—1486年），字士賢，號克菴，浙江臨海縣（今臨海市）人，明朝政治人物，官至廣東左布政使。

## 生平

### 言官
陳員韜之子。天順四年（1460年）庚辰科會試第一，進士二甲十一名，授監察御史，巡按江西，盡黜貪殘官吏。當時人稱：「前有韓雍，後有陳選。」恰逢當時寇亂進入贛州，他上奏後不待報，即派兵平定。
明憲宗繼位后，彈劾尚書馬昂、侍郎吳復、鴻臚寺卿齊政，救翰林院修撰羅倫及學士倪謙、錢溥。之後督學南京，作《小學集注》以教諸生。。

### 封疆
成化六年，升爲河南按察使司副使，不就改督學政。權閹汪直出巡時，都御史以下人皆拜謁，唯獨陳選持揖禮。汪直問：「何官？」選答：「提學副使。」直曰：「大於都御史耶？」選曰：「提學何可比都御史，但忝人師，不敢自詘辱。」神情嚴正，而諸生在官署外群集。汪直不敢囂張，只得好語遣走。
成化十四年（1478年），陳選升任河南按察使。多有平反冤獄，并整治吏治。成化十八年（1482年），任廣東右布政使，二十年轉左布政使。肇慶發生水災，不待報就發糧賑災。

### 下獄
成化二十一年（1485年），朝廷下詔減免各省貢獻，但是市舶中官韋眷奏乞均徭戶六十人添辦方物。陳選持詔書爭，皇帝命其減半，韋眷因此懷恨在心。恰逢番人馬力麻詭稱蘇門答剌使臣欲入貢，韋眷接受賄賂后贊同，陳選知道后立即逐出。之後韋眷誣陷陳選貪污，皇帝派刑部員外郎李行會巡按御史徐同愛詢問，當時有吏張褧被陳選黜免，韋眷以為他會怨恨陳選，指使他誣陷陳選。張褧不從，被執拷掠。李行、徐同愛因畏懼韋眷，仍然帶走陳選。當時數萬百姓夾道嚎哭遮留，使者不得不辟除找尋道路。行至南昌時，陳選病發，被李行阻礙治病，遂卒，享年58歲。

### 身後
弘治初年，主事林沂上書稱冤求雪，遂詔復官禮葬。正德年間，追贈光祿寺卿，謚恭愍。

### 書目
- 京學志，《廣東布政司左布政使贈光祿卿諡恭愍陳公選傳》，《國朝獻徵錄》，6冊99卷 ,86-87